# Brigitte Bardot
Brigitte Bardot (Pariz, 28. rujna 1934.), francuska glumica.
Na filmu je debitirala 1952. godine. Njezin vrtoglavi uspon do jedne od najsjajnijih zvijezda francuskog filma uslijedio je nakon filma I bog stvori ženu, koji je 1956. godine snimio njezin tadašnji suprug Roger Vadim. Početkom 1970-ih, još uvijek na vrhuncu popularnosti, povukla se iz svijeta filma i posvetila zaštiti životinja.